# Schlacht bei Amiens (1918)
Die Schlacht bei Amiens fand im August 1918 während des Ersten Weltkriegs statt. Sie folgte auf die Zweite Schlacht an der Marne und leitete die alliierte Hunderttageoffensive ein.

## Vorgeschichte
Die erste der deutschen Frühjahrsoffensiven 1918 an der Somme („Operation Michael“) war im April vor Arras sowie bei Albert und Villers-Bretonneux zum Erliegen gekommen, ohne das Ziel Amiens zu erreichen. Weitere deutsche Offensiven wie die Vierte Flandernschlacht hatten ebenfalls zwar Geländegewinne, aber keine entscheidenden Erfolge gebracht. In der Zweiten Schlacht an der Marne von Mitte Juli bis Anfang August hatten die französischen und verbündeten Truppen einen deutschen Angriff bei Reims aufgehalten und waren zur Gegenoffensive übergegangen.
Der anfängliche Plan des britischen Feldmarschalls Douglas Haig für die Offensive bei Amiens sah den Angriff der britischen 4. Armee unter General Henry Rawlinson zu beiden Seiten der Somme vor. Der alliierte Oberbefehlshaber Marschall Ferdinand Foch setzte durch, dass die südlich stehende französische 1. Armee unter Marie-Eugène Debeney ebenfalls im Raum Moreuil an der Offensive teilnahm. Der Angriff sollte dem von den Australiern unter General John Monash am 4. Juli in der Schlacht von Hamel erfolgreich erprobten Muster des überraschenden und koordinierten Vorgehens von Infanterie und Panzern folgen, von denen etwa 580 bereitstanden.
Hinzu kam, dass die im Verband der deutschen 2. Armee eingesetzten Truppen abgekämpft waren. Die Grabenstärke der Infanteriebataillone war teilweise auf unter 300 abgesunken, beim Infanterie-Regiment 18 (41. Division) beispielsweise auf 255 Gewehre. Die deutschen Stellungen in diesem Sektor waren zudem nicht vollständig ausgebaut. Der Erfolg des Plans hing vom Überraschungseffekt ab; der Gegner wurde nicht durch das übliche vorbereitende Artilleriefeuer vor der bevorstehenden Offensive gewarnt. Stattdessen war der Einsatz einer Feuerwalze vor den vorrückenden Truppen vorgesehen.

## Aufmarsch
Auf der alliierten Seite nahmen 29 Divisionen an der Offensive teil; dagegen standen 10 deutsche Divisionen in erster Linie und 5 Eingreifdivisionen dahinter.
- Nördlich der Somme zwischen Dernancourt und Sailly setzte das britische III. Korps unter Richard Butler die 47. (Gorringe), 12. (Higginson), 18. (Lee) und 58. Division (Ramsay) an. Das 10. Tank-Bataillon unterstützte mit 36 Mark V Tanks.

- Als Reserve diente das Kavalleriekorps unter General Kavanagh das mit ihren drei Divisionen nach geglücktem Durchbruch nachzustoßen hatte. Die Armee-Reserve bildete die 17., 32. und 63. Division und dazu die 3. Tank-Brigade mit 72 kleineren Whippet Tanks.

- Im Hauptangriffsgelände südlich der Somme trat das australische Korps (Monash) mit der australischen 3. (Gellibrand) und 2. Division (Rosenthal) an der Linie Corbie-Hamel-Villers-Bretonneux (einschließlich) an. In diesem Abschnitt war die 5. Tank-Brigade (Brig. Gen. Courage) mit 108 Mark V und das 15. Tank-Bataillon mit 36 Mark V zum Durchbruch angesetzt. Als Reserve wurde dahinter die australische 1., 4. und 5. sowie eine amerikanische Division bereitgestellt.

- Südlich von Villers-Bretonneux bis zur Luce war das kanadische Korps unter Arthur Currie von Nord nach Süd mit der kanadischen 2. (Burstall), 1. (Macdonell) und 3. Division (Lipsett) aufmarschiert. Dahinter lag die 4. Division (Watson) als Reserve bereit. Die 4. Tank Brigade führte hier 144 Mark V zum Angriff.

- Zwischen dem Lucebach und Montdidier führten zwei Korps der französischen 1. Armee ihren Angriff durch. Das französische XXXI. Armeekorps unter General Toulorge setzte zwischen Berteaucourt und Morisel von Nord nach Süd die 42., 37. und 66. Division im ersten und dahinter im zweiten Treffen die 126. und 153. Division zum Durchbruch nördlich von Moreuil ein. Die Franzosen schickten etwa 200 Tanks in die Schlacht, darunter viele Renault FT. Südlich davon verlängerte das französische IX. Armeekorps unter General Garnier-Duplessis mit der 15. Kolonial-Division und der 3. Division die Schlachtfront bis Montdidier.

## Die Schlacht

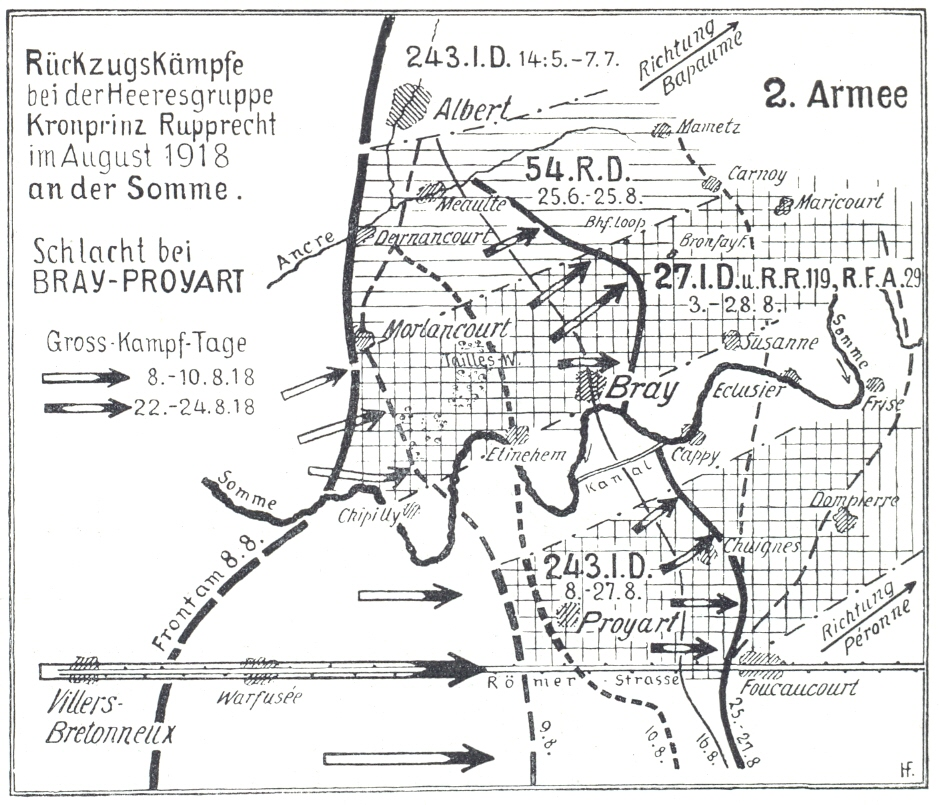
Abschnitt des englischen III. Korps: Kämpfe zwischen Bray-Proyart, 8. bis 10. August 1918

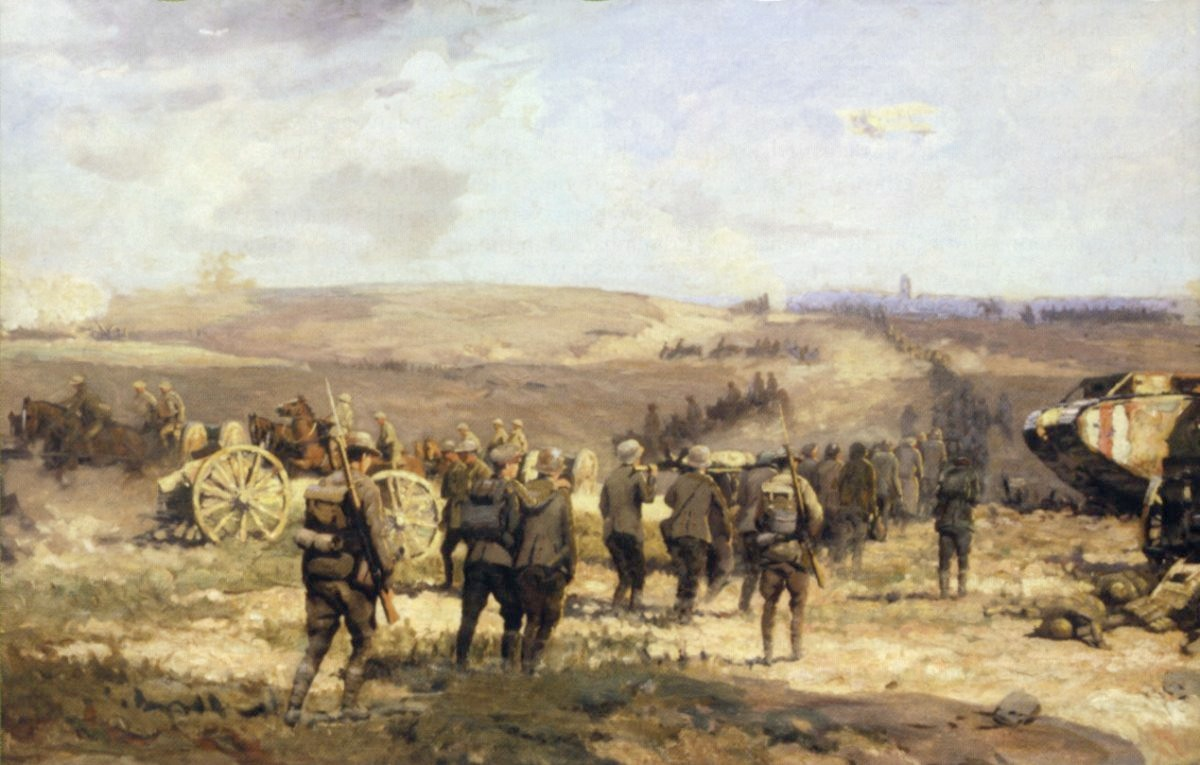
8th August, 1918
Gemälde des australischen Kriegsmalers Will Longstaff

Der Angriff begann am 8. August um 05:20 Uhr Ortszeit.
Nördlich der Somme konnte das Generalkommando 54 (General Larisch) den von ihm verteidigten Gruppenabschnitt erfolgreich gegen die Angriffe des britischen III. Korps verteidigen. Bei diesem Abwehrkampf stand die 233. Infanterie-Division in Albert, südlicher entlang der Ancre die 54. Reserve-Division bei Dernancourt und die am stärksten durch das britische III. Korps attackierte 27. Infanterie-Division von Morlancourt bis zur Somme bei Cerisy.
Südlich der Somme lag gleichzeitig das deutsche Generalkommando 51 unter General von Hofacker zusammen mit dem XI. Armee-Korps unter General Kühne im Hauptangriffsfeld der britischen 4. Armee. Während der Südflügel des Generalkommandos 51 gegenüber den Franzosen bei Moreuil noch standhielt, brach der nördliche Abschnitt, die 192. Infanterie-Division und die 14. Bayerische Infanterie-Division zusammen.
Bis 11 Uhr war im kanadischen und australischen Sektor auf einer Breite von über 20 Kilometern ein Einbruch von 5 Kilometern Tiefe erzielt, der bis zum Abend auf durchschnittlich 10 Kilometer anwuchs. Der Durchbruch gelang den Australiern und Kanadiern an der Front der 13., 41., 117. und 225. Infanterie-Division beiderseits von Villers-Bretonneux. Die australische 5. Division unter General Hobbs, die hinter der 2. Division folgte, wurde nach vorne gezogen und erzwang die Einnahme von Harbonnières.
Die deutschen Verluste am 8. August betrugen rund 30.000 Mann, davon etwa die Hälfte Gefangene. Der Erste Generalquartiermeister der deutschen OHL Erich Ludendorff bezeichnete diesen Tag später als „Schwarzen Tag des deutschen Heeres“.
Die Offensive wurde an den folgenden drei Tagen fortgeführt, brachte aber aufgrund der nun fehlenden Unterstützung durch Artillerie und Panzer nur noch begrenzte Erfolge. Am 21. August begann die 3. britische Armee zwischen Albert und Arras einen ähnlichen Angriff, der ebenfalls erfolgreich war.
Der Australier Monash wurde für seinen Erfolg in der Schlacht am 12. August von König Georg V. auf dem Schlachtfeld zum Ritter geschlagen.

## Verluste

Deutsche Gefangene nach der Schlacht

Die deutschen Verluste liegen detailliert nur für die 2. Armee vor, jedoch nicht für die 18. Armee. Nach dem Sanitätsbericht über das deutsche Heer werden die Verluste der 2. Armee für den Zeitraum vom 1. bis 20. August 1918 wie folgt angegeben:
- Erkrankt: 20.065
- Verwundet: 14.533
- Gefallen: 2.596
- Vermisst: 26.492

Dies ergibt eine Summe von 63.686 (43.621 ohne Berücksichtigung der Erkrankten). Der sehr hohe Krankenstand wird als Auswirkung der in der Truppe grassierenden Spanischen Grippe gedeutet. An der Schlacht waren 28 Divisionen mit einer durchschnittlichen Ist-Stärke von 316.756 Mann beteiligt.
Das Werk des britischen Kriegsministeriums meldet 22.122 Gefangene für den Zeitraum vom 30. Juli bis 19. August 1918, davon alleine 19.533 Gefangene vom 6. bis 12. August 1918. Diese Zahlen zeigen, dass der größte Teil der Verluste der 2. Armee im Zeitraum 8. bis 11. August aufgetreten sind.

## Folgen
Durch die erfolgreiche Offensive konnten die Alliierten in diesem Frontabschnitt und nachfolgend an der gesamten Front die Initiative übernehmen. Ende August und Anfang September wurden die deutschen Truppen im Sommeabschnitt auf ihre Ausgangsstellungen vor der Frühjahrsoffensive (Hindenburglinie) um St. Quentin zurückgedrängt. Ende September begann, eingeleitet durch die amerikanische Meuse-Argonne-Offensive, der Angriff auf diese letzte deutsche Verteidigungslinie, mit deren Fall im Oktober der Krieg für Deutschland verloren war.